# سیلیسیلی
سیلیسیلی (به لاتین: Silisili) یک کوه در ساموآ است که در ساوایی واقع شده‌است. سیلیسیلی ۱٬۸۵۸ متر بالاتر از سطح دریا واقع شده‌است.